# تصويب منظور الشخص الأول

صورة توضح اللعب في هذا النظام من العاب

تصويب منظور الشخص الأول  (بالإنجليزية: First-person shooter)‏ اختصاراً (FPS) هو نوع فرعي من ألعاب الفيديو إطلاق النار تركز على القتال بواسطة الأسلحة وخصوصاً المسدسات، ويتحكم اللاعب بشخصية واحدة من خلال منظور الشخص الأول، حيث لا يرى اللاعب سوى يد الشخصية والسلاح الذي تحمله، ويتحكم في شخصية اللاعب في فضاء ثلاثي الأبعاد. يشترك هذا النوع في سمات مشتركة مع ألعاب إطلاق النار الأخرى، ويندرج بدوره تحت نوع ألعاب الأكشن / الحركة. منذ بداية هذا النوع، كانت الرسومات المتقدمة ثلاثية الأبعاد وثلاثية الأبعاد الزائفة تتحدى تطوير الأجهزة، وأصبحت الألعاب الجماعية جزءًا لا يتجزأ منها.
بالرجوع إلى الماضي، نجد أن أول لعبة إطلاق النار من منظور الشخص الأول كانت ولفينشتاين 3D لعام 1992، والذي يُنسب إليها الفضل في إنشاء النموذج الأساسي للنوع الذي استندت إليه العناوين اللاحقة. أحد هذه العناوين كانت دوم (1993) رائدة القبول والشعبية لهذا النوع من الألعاب، وغالبًا ما تُعتبر اللعبة الأكثر تأثيرًا في هذا النوع؛ لعدة سنوات، تم استخدام مصطلح «استنساخ دوم» لتعيين هذا النوع بسبب تأثير دوم. كان «مُطلق النار في الممر» (Corridor shooter) اسمًا شائعًا آخر لهذا النوع في سنواته الأولى، نظرًا لأن معالجة قيود أجهزة العصر تعني أن معظم الأحداث في الألعاب يجب أن تتم في مناطق مغلقة، مثل المساحات الضيقة والممرات والأنفاق.
عززت لعبة هاف-لايف لعام 1998 - جنبًا إلى جنب مع الجزء التكميلي لها في عام 2004 هاف-لايف 2 عناصر السرد والألغاز. في عام 1999، تم إصدار لعبة كاونتر سترايك وهي تعديل لهاف-لايف، وربما تكون، جنبًا إلى جنب مع دوم، واحدة من أكثر ألعاب إطلاق النار تأثيرًا من منظور الشخص الأول. لعبة غولدن آي 007 ، التي صدرت عام 1997، كان علامة بارزة في إطلاق النار من منظور الشخص الأول لمشغل ألعاب الفيديو المنزلية، في حين زادت سلسلة هيلو من جاذبية وحدة التحكم التجارية والحاسمة كمنصة لعناوين ألعاب مُطلق النار من منظور الشخص الأول. في القرن الحادي والعشرين، تُعد ألعاب مطلق النار من منظور الشخص الأول أكثر أنواع ألعاب الفيديو قابلية للتطبيق تجاريًا، وفي عام 2016 استحوذت ألعاب إطلاق النار على أكثر من 27٪ من إجمالي مبيعات ألعاب الفيديو.
من أشهر ألعاب هذا النوع دوم (بالإنجليزية: Doom)‏ وجيمس بوند جولدن آي وهاف لايف (بالإنجليزية: Half - Life)‏ وهيلو (بالإنجليزية: Halo)‏ وكول أوف ديوتي (بالإنجليزية: Call Of Duty)‏ وباتلفيلد: باد كامباني 2 (بالإنجليزية: Battlefield 2)‏.

## البداية

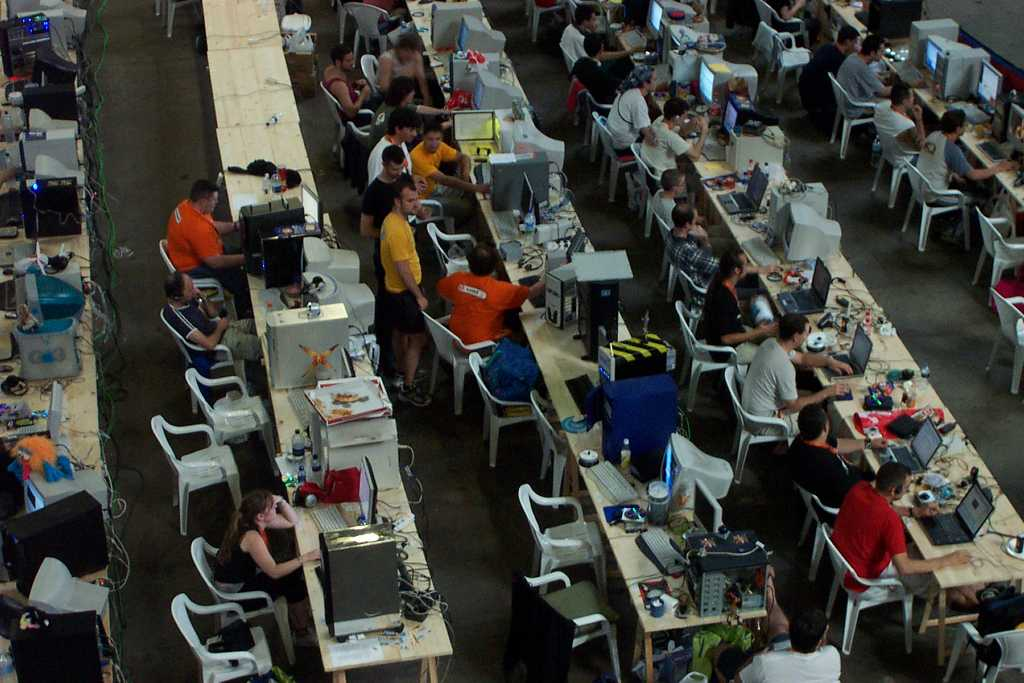
مجموعة من اللاعبين يجربون لعبة تصويب المنظور عام 2004م.

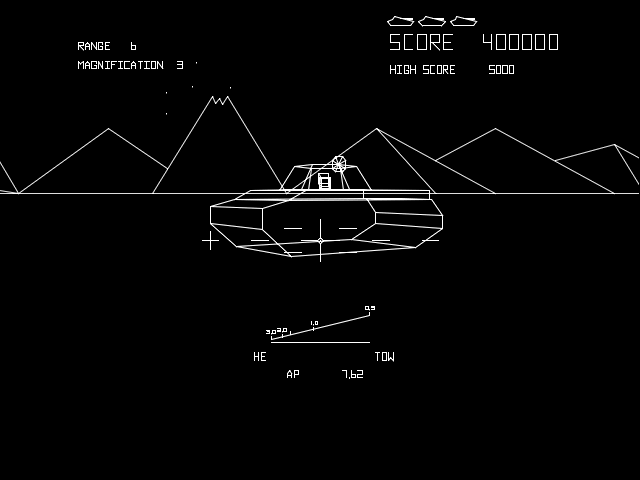
أول ظهور في تاريخ ألعاب الفيديو للعبة التصويب للشخص الأول بإسم "باتل زون" عام 1980م

كانت البداية لهذا النوع من الألعاب بظهور لعبتي Maze War و Spasim، وكانت Maze War أول الألعاب التي قدمت ألعاب يسير فيها البطل على قدميه ويقاتل من منظوره الأول ، وبدأ تطوير اللعبة من العام 1973، أما Spasim فكان أول ظهور لها في جامعة إلينوي شيكاغو (University of Illinois) عام 1974 ، وكانت محاكاة بدائية لسفينة فضائية ظهر فيها المنظور الأول للتصويب وبعد هذه اللعبة بدأت المحاكيات تتوالى حيث ظهر محاكي الدبابة، ولكن لم تكن هذه الألعاب متاحة للمستهلكين حتى عام 1980 عندما ظهرت لعبة الدبابات Battlezone في أسواق الألعاب معلنة عن أول ظهور رسمى للعبة منظور أول للتصويب بنظام ثلاثى الابعاد.
بعد ذلك جاءت لعبة MIDI Maze عام 1987 وكانت فقط لنوعية Atari ST وأتاحت اللعب الجماعي بواسطة نظام ميدي وذلك قبل ظهور نظام اللعب عن طريق الشبكات والإنترنت وقد استطاعت أن تتيح اللعب الجماعي لعدد يصل إلى 16 فرد، وبعد ذلك توالت الألعاب من نفس النوع ومنها Faceball 2000
وفي عام 1991 أصدرت شركة (Id Software) اللعبة Hovertank 3D وأتاحت اللعبة نظام لعب أسرع مما سبق مثيلاتها وذلك عندما استخدموا تقنية Ray casting وبعد ذلك توالت التطورات على تقنية مثل هذه الألعاب.
وهي تحتاج لتحميل وليست العاب متصفح